# John Wrathall
John James Wrathall (Lancaster, 28 de agosto de 1913-Salisbury, 31 de agosto de 1978) fue un político rodesiano. Fue el último blanco en desempeñarse como Presidente de Rodesia (los titulares posteriores del cargo solo fueron interinos). Anteriormente había trabajado como contador público.

## Biografía
Nacido en Lancaster, Wrathall emigró a Rodesia en 1936 e inicialmente fue empleado de la administración tributaria de Rodesia del Sur hasta 1946. Luego abrió una oficina de asesoría fiscal y contabilidad en Bulawayo. Comenzó su carrera política primero en 1949 como miembro del ayuntamiento de Bulawayo y luego en 1954 como miembro de la Asamblea Legislativa de Rodesia del Sur en representación del Partido Rodesia Unida (URP). En 1962 fue uno de los fundadores del partido Frente Rodesiano, junto con Ian Smith.
Cuando Smith se convirtió por primera vez en primer ministro de Rodesia del Sur en 1964, lo nombró ministro de Finanzas en su gabinete. En este puesto, fue fundamental en la protección de la economía del país para eludir las sanciones de las Naciones Unidas contra Rodesia, así como en la introducción del dólar rodesiano. Al mismo tiempo, fue nombrado ministro de Correos y también fue ministro de Educación Africana de 1963 a 1964.
El 11 de noviembre de 1965 fue uno de los signatarios de la Declaración Unilateral de Independencia de Rodesia del Reino Unido. Mantuvo los cargos de ministro de Hacienda y Correos y además asumió como nuevo vice primer ministro en el gobierno de Smith. Como parte de una reorganización del gabinete, cedió el puesto de ministro de Correos a Roger Hawkins en 1973.
El 14 de enero de 1976, sucedió a Clifford Dupont, quien renunció el 31 de diciembre de 1975, como presidente de Rodesia. Murió el 31 de agosto de 1978 mientras estaba en el cargo, a causa de un ataque al corazón.